# Colombia en los Juegos Suramericanos
Colombia ha sido una de las naciones que no ha participado en los Juegos Suramericanos de manera continua, su primera participación fue en la segunda edición que se realizó en Rosario en 1982. Colombia ha mantenido un desarrollo importante en los juegos consolidando una posición de liderazgo en las últimas ediciones. Siendo uno de los tres únicos países que han ganado los juegos.
El país está representado ante los Juegos Suramericanos por el Comité Olímpico Colombiano y fue sede de la novena edición del evento deportivo en Medellín 2010 donde ganaron la edición.
Colombia ha faltado a tres ediciones de los juegos. En el caso de los juegos Brasil 2002, Colombia en señal de protesta no envió su delegación a este edición. Siendo Colombia sede de los juegos para el año 2002, pero debido a la violencia existente entre las Guerrillas y el Gobierno Colombiano de la época las delegaciones de Brasil, Bolivia, Chile, Paraguay y Venezuela amenazaron con su retiro si Bogotá era la sede, por lo que finalmente fueron trasladadas las competiciones a Brasil, Colombia es actualmente el tercer país con más medallas de oro en la historia de los Juegos Suramericanos, solo superada por Argentina y Brasil. 

## Delegación
Para los IX Juegos Suramericanos Medellín 2010, Colombia contó con una delegación de 644 deportistas acreditados, siendo la delegación con más deportistas acreditados en los juegos. De esta manera Colombia superó los 360 deportistas que representaron al país en Buenos Aires 2006.
Las proyecciones para la delegación Colombiana en la noveda edición de los juegos, fue ocupar el segundo lugar del medallero con una proyección de obtener 97 medallas de oro, pero la historia fue diferente y la delegación obtuvo 144 preseas lo cual no estuvo en los planes de la delegación.

## Medallero histórico
Leyenda
     Ganador
     Segundo puesto
     Tercer puesto
     Cuarto o quinto puesto (Top 5)
     Último puesto
Fuente: Organización Deportiva Suramericana
| Año   | País                 | Sede              | Posición     | Oro          | Plata        | Bronce       | Total        |
| ----- | -------------------- | ----------------- | ------------ | ------------ | ------------ | ------------ | ------------ |
| 1978  | Bandera de Bolivia   | La Paz            | No participó | No participó | No participó | No participó | No participó |
| 1982  | Bandera de Argentina | Rosario           | 8/10         | 6            | 2            | 6            | 14           |
| 1986  | Bandera de Chile     | Santiago de Chile | 9/10         | 0            | 1            | 1            | 2            |
| 1990  | Bandera de Perú      | Lima              | No participó | No participó | No participó | No participó | No participó |
| 1994  |                      | Valencia          | 3/14         | 35           | 50           | 27           | 112          |
| 1998  | Bandera de Ecuador   | Cuenca            | 2/14         | 74           | 51           | 54           | 179          |
| 2002  | Bandera de Brasil    | Brasil            | No participó | No participó | No participó | No participó | No participó |
| 2006  | Bandera de Argentina | Buenos Aires      | 3/15         | 97           | 72           | 79           | 248          |
| 2010  | Bandera de Colombia  | Medellín          | 1/15         | 145          | 125          | 104          | 374          |
| 2014  | Bandera de Chile     | Santiago de Chile | 2/14         | 53           | 49           | 64           | 166          |
| 2018  | Bandera de Bolivia   | Cochabamba        | 1/14         | 94           | 74           | 71           | 239          |
| 2022  | Bandera de Paraguay  | Asunción          | 2/14         | 79           | 78           | 98           | 255          |
| Total | Total                |                   | 4/15         | 583          | 502          | 504          | 1589         |

## Resultados
Colombia ocupó su mejor posición en Medellín 2010 y Cochabamba 2018 cuando obtuvo el título como Campeón. También fue en esta presentación cuando ganó el mayor número de medallas con 372 preseas y 144 preseas doradas, de esta manera para la fecha Colombia cuenta con el récord de ser el país que ha obtenido el mayor número de medallas en unos Juegos Suramericanos. La anterior marca la tenía Brasil con 333 medalladas ganadas en los juegos de Brasil 2002 y Colombia obtuvo al final de la edición 372 medallas. Otra participación significativa fue en Cuenca 1998, Santiago 2014 y Asunción 2022 cuando obtuvo el segundo lugar.
Su peor desempeño fue en los juegos de Santiago 1986 cuando quedó en penúltimo lugar, solo por encima de Venezuela, obteniendo únicamente dos medallas, una de plata y otra de bronce.

### IXJuegos Suramericanos de 2010
Los deportistas por país más destacados que conquistaron más de una medalla en las competiciones deportivas realizadas en Medellín, Colombia de la novena edición de los juegos fueron:
| Clasificación del País | Clasificación del Total | Deportista                     | País     | Disciplina    |   |   |   | Total |
| 1                      | 1                       | Clara Juliana Guerrero Londono | Colombia | Bolos         | 6 | 1 | 0 | 7     |
| 1                      | 1                       | Jercy Puello Ortiz             | Colombia | Patinaje      | 6 | 1 | 0 | 7     |
| 3                      | 3                       | Manuel Hernando Otalora Ortiz  | Colombia | Bolos         | 6 | 0 | 0 | 6     |
| 4                      | 6                       | Kelly Ximena Martínez Taborda  | Colombia | Patinaje      | 5 | 2 | 0 | 7     |
| 5                      | 7                       | Jorge Luis Cifuentes Méndez    | Colombia | Patinaje      | 5 | 1 | 0 | 6     |
| 5                      | 7                       | Jaime Andrés Gómez Ardila      | Colombia | Bolos         | 5 | 1 | 0 | 6     |
| 7                      | 11                      | Martha Lucía Ramírez Cardona   | Colombia | Patinaje      | 4 | 3 | 0 | 7     |
| 8                      | 12                      | Pedro Causil Rojas             | Colombia | Patinaje      | 4 | 2 | 0 | 6     |
| 9                      | 19                      | Diana María García Orrego      | Colombia | Ciclismo      | 4 | 0 | 0 | 4     |
| 10                     | 21                      | Sigrid Romero Duque            | Colombia | Tiro con arco | 3 | 3 | 1 | 7     |

La delegación colombiana dominó en las disciplinas de Patinaje, Ciclismo y Bolos, además tuvo la oportunidad de quitarle campo a Brasil en el Atletismo siendo estas las claves del triunfo Colombiano en la novena edición de los juegos. Los análisis mostraron que el logro fue gracias a un mejor nivel de planificación deportiva y entrenamientos más eficaces. Además de indicó que hubo una inversión 59% superior en el ciclo olímpico, permitiendo la contratación de sicólogos, mejores técnicos nacionales y extranjeros en las disciplinas de Tiro con arco, Boxeo, Judo y Lucha. El presidente del Comité Olímpico Colombiano, Baltazar Medina, comentó al respecto:

"...el hecho de ser locales, el apoyo de la gente, el esfuerzo de la organización para darnos todas las comodidades posibles y la unidad de toda la delegación, fue sin duda otro aspecto que influyó para ganar el título...Es una muestra de que el deporte de alto rendimiento del país viene progresando, porque los dirigentes dejamos de ser inmediatistas. Ahora trabajamos proyectos de mediano y largo plazo"
Baltazar Medina